# ستربتوميسين
الستربتوميسين (بالإنجليزية: Streptomycin)‏ هو مضاد حيوي، أول دواء يكتشف في رتبة الأمينوغليكوزيد وكان أول مضاد حيوي فعال ضد السل. يستخرج من البكتريا الأكتينية المتسلسلة السنجابية (باللاتينية: Streptomyces griseus) أو أجناس قريبة لها. الستربتوميسين مضاد حيوي مبيد للجراثيم عن طريق تخريب أغشية الخلية وتثبيط تخليق البروتين نتيجة ارتباطه بالمتقدرات.
الستربتومايسين هو مضادّ حيويّ، وهو أوّل دواء تمّ اكتشافه من عائلة الأمينوغليكوسيدات، وأوّل دواء فعّال لعلاج مرض السّل. تم اشتقاق الستربتومايسين من أسرة الأكتينوبكتيريم (actinobacterium) من نوعستربتومايسيز جريسيس (Streptomyces griseus) ويعد الستربتومايسين قاتلا للبكتيريا. من الآثارالجانبية لاستخدام هذا الدواء: التسمم الأذني،والتسمم الكلوي، وتسمم الجنين السمعي، والشللالعصبيالعضلي.
يتواجد الستربتومايسين على قائمة منظمة الصحة العالميّة للأدوية الأساسيّة، وهي قائمة تحتوي على أهمّ الأدوية اللازمة في النظام الصحيّ الأساسيّ.

## طيف التأثرات
يُستخدم الستربتومايسين بالإضافة إلى أدوية أخرى لعلاج مرض السّل والسلالات الحساسة التي تُسبب التهاب شغاف القلب البكتيريّ.
الأرقام التالية تمثّل الحدّ الأدنى للتراكيز الفعّآلة ضدّ أهمّ الكائنات الحيّة الدقيقة:
- مايكوبكتيريم تيوبركليوسز (Mycobacterium tuberculosis):
1مايكروغرام/مل – 2مايكروغرام/ مل
- ستافيلوكوكس أوريس( Staphylococcus aureus):
4 مايكروغرام / مل

## الاستخدامات

### علاج الأمراض التالية
- التهاب الشغاف القلبيّ البكتيريّ (Infective endocarditis ) الذي تُسبِّبه الانتيروكوكس (enterococcus) عند مقاومتها للمضادّ البكتيريّالـجنتومايسين
- مرض السّل بالاشتراك مع الأدوية الأخرى . ولكن لا يُعتبَرُ الستربتومايسين خيار المعالجة الأوّل للسلّإلّا عندما تكون تكلفة العلاجات الأخرى باهظة ومكلفة لفئات معيّنة من السكّان.
-مرض الطاعون (يرسينا بستس ) ويعتبر الستربتومايسين الخيار الأوّل لمعالجته، لكنّ هذا الاستخدام مثبت فقط لدى إدارة الغذاء والدواء في الولايات المتحدة الأمريكيّة، وعادةً ما يتمّ دمجه مع بروكين بنسلين لإعطائه عن طريق العضل.
- الطبّ البيطريّ، ويعتبر الستربتومايسين العلاج الأوّل ضدّ البكتيريا السالبة بصبغة جرام في عدد كبير من الحيوانات (الأحصنة، والمواشي، والخراف، الخ ..)
- عدوى حُمّى الأرانب (Tularemia infections)، وتمّ علاجها في أغلب الحالات باستخدام السترتومايسين وبعض المضادّات الحيويّة الأخرى الفعّآلة، لكنّها مقاومة ولا تستجيب للبنسلين.
يتمّإعطاء الستربتومايسين عادة عن طريق العضل، وفي بعض البلدان تُعتَبر هذه الطريقة المرخّصة فقط، لكن يمكن إعطاؤه أيضا عن طريق الوريد ]1[.
للتقليل من ظهور السلالات البكتيريّة المقاومة للستربتومايسين وللمحافظة على فعاليّته وفعاليّة المضادّات الحيويّة الأخرى، يجب استخدامه للمعالجة أو للوقاية من الأمراض المثبت أو المتوقّع حدوثها بسبب البكتيريا فقط.

### مبيدات الحشرات ومبيدات الفطريّات
يُستخدم الستربتومايسن بصفته مبيدًا حشريًّا، فهو يثبّط نمو البكتريا والفطريات والطحالب، كما يسيطر الستربتومايسن على الأمراض البكتيريّة والفطريّة لعدد من الفواكه والخضراوات والبذور ومحاصيل الزينة، ويسيطر على الطحالب في أحواض الزينة والحياة المائية. يُستخدَمُ بشكل رئيسيّ أيضًا للسيطرة على مرض اللفحة الناريّة لشجر التفاح والإجاص.
وكما في التطبيقات الطبية، فإنّالاستخدام المُفرِط يؤدّي إلى تطوّر سلالات مقاومة للستربتومايسين .

### زراعة الخلايا
يُستخدم الستربتومايسن، بالإضافة إلى البنسلين، كخليط مضادات حيويّة أساسيّ لمكافحة العدوى البكتيريّة في زراعة الخلايا.
اس تي بي 3 (STBL3 ) هي سلالة من البكتيريا المستخدمة باستمرار في المختبرات لنمو بلازميد الحمض النوويّ، مثل بلازميد لينتيفايرل الذي يحتوي على ل تي آر (LTR) الذي يُعتَبَر مقاوِمًا للستربتومايسين .

### تنقية البروتين
عندما تتمّ تنقية البروتين من مستخلص بيولوجيّ، تتمّ إضافة الستربتومايسين سلفيت لانتزاع الأحماض النوويّة.
ولأنّ الستربتومايسين يرتبط مع الرايبوزوم ويترسّب خارج المحلول، فهو يُستخدَم لإزالة الحمض النوويّ الرايبوزي الرسول (mRNA)، والحمض النوويّ الرايبوسومي (rRNA)، وأيضا الحمض النوويّ الرايبوزي منقوص الأكسجين(DNA) إذا كان المستخلص هو من الكائنات الوحيدة النوى.

## الأعراض الجانبيّة
الاستخدام المُستمرّ للستربتومايسين تنتج عنه الحمّى والطفح الجلديّ، بالإضافة إلى احتماليّة تأثّر الجزء الدهليزيّ من العصب الثامن، مما ينتج عنه طنين الأذن والدوار والترنح. يمكن أن يسبّب الستربتومايسين أيضا السُّميّة الكلويّة، وأن يتداخل مع تشخيص حالات الخلل الكلويّ.

## آليّة العمل
الستربتومايسين هو مانع لتصنيع البروتين، يرتبط مع القطعة 16 اس (16S) من الحمض النوويّ الرايبوسوميّمن رايبوزوم البكتيريا، ويتعارض مع ارتباط الفورمل ميثونيل tRNA (f formyl-methionyl-tRNA)مع وحدة 30 اس (30S)، وهذا يؤدي إلى قراءة خاطئة للكودون، مما يؤدي في النهاية إلى منع تصنيع البروتين وموت الخلايا المايكروبيّة من خلال آليات غير مفهومة إلى الآن .
إنّ محاولة فهم آليّة العمل هذه، تشير إلى أنّ ارتباط المركب بوحدة الـ 30 اس (30S) يتعارض مع ارتباط وحدة الـ 50 اس مع الحمض النوويّ الرسول (mRNA)، وينتج عن هذا ارتباط غير مستقر مع الرايبوسوم، مما يؤدّي إلى حدوث طفرة انزياح الإطار وخللٍ في تصنيع البروتين، ثمّ موت الخلية.
تختلف الرايبوسومات الموجودة في جسم الإنسان عن تلك الموجودة في البكتيريا، وهذا يعني أنّ الدواء لا يمتلك هذا التأثير ضدّ خلايا الإنسان .
عندما تكون تراكيز الستربتومايسين قليلة فهو يمنع نمو البكتيريا فقط عن طريق تحفيز الرايبوسوم لقراءة الحمض النوويّ الرسول(mRNA) بصورة خاطئة.
الستربتومايسين هو مضادّ حيويّ فعّال ضدّ البكتيريا الموجبة والسالبة بصبغة الجرام ، ولذلك فهو يعتبر مضادًّا حيويًّا واسع النطاق .

## التاريخ
تمّ عزل الستربتومايسين للمرّة الأولى في التاسع عشر من شهر تشرين الأول سنة 1943 على يد ألبرت سكاتز، وهو طالب دراسات عليا، في مختبر سلمان ابرهام واكسمان في جامعة روتغيرز في مشروع بحث بتمويل من ميرك وكو .
تمكّن الدكتور واكسمان وفريق عمل المختبر من اكتشاف العديد من المضادّات الحيويّة، والتي تشمل أكتينومايسين وكلافاسين وستربتوثريسين والستربتومايسين والغريسين والنيومايسين والفراديسين والكانديسيدين والكانديدين .
ومن ضمن تلك المضادّات، فإنّ الستربتومايسين والنيومايسن وَجَدا تطبيقًا واسعًا في علاج عدد كبير من الأمراض المُعْدِيَة.
يُعتبر الستربتومايسين أوّل مضادّ حيويّ فعّال لعلاج مرض السلّ.
في نهاية الحرب العالميّة الثانية، تم استخدام الستربتومايسين كمحاولة لعلاج عدوى مهدّدة للحياة في جيش الولايات المتّحدة في المستشفى العسكريّ في مدينة باتل كريك – ميتشيغان .ولكنّ أوّل مريض تمّ علاجه لم يبقَ على قيد الحياة، والمريض الثاني أُصيب بالعمى كعرض جانبي لاستخدام الدواء.
في شهر أذار من عام 1964 ، كان المريض الثالث هو روبيرت دولي (الذي أصبح لاحقا زعيم الأغلبيّة في مجلس الشيوخ الأمريكي) وقد شُفِيَ بشكل سريع وقويّ.
أوّل تجربة عشوائيّة للستربتومايسين في علاج مرض السلّ الرئوي تمّت في الفترة 1946 – 1947 في مركز ام ار سيوحدة بحوثالسل برئاسة لجنة السيّد جيوفري مارشيل (1887 – 1982 ) . ومنالمسلمبهعلى نطاقواسعأنهاكانتأولتجربة علاجية عشوائية.
وقد أظهرت النتائج فعاليّة الستربتومايسين في علاج السلّ، على الرغم من وجود سميّة قليلة ووجود بعض السلالات البكتيريّة المقاومة للدواء.

## قرائة المزيد
- "Notebooks Shed Light on an Antibiotic’s Contested Discovery," New York Times, June 12, 2012, by Peter Pringle
- Streptomycin bound to proteins in the PDB
- Kingston, William (2004). "Streptomycin, Schatz v. Waksman, and the Balance of Credit for Discovery". Journal of the History of Medicine and Allied Sciences 59 (3): 441–462.doi:10.1093/jhmas/jrh091. PMID 15270337.
- Mistiaen, Veronique (2 November 2002). "Time, and the great healer". The Guardian.. The history behind the discovery of streptomycin.